# Провальо Вал Сабия
Прова̀льо Вал Са̀бия (на италиански: Provaglio Val Sabbia, на източноломбардски: Proài, Проай) е село и община в Северна Италия, провинция Бреша, регион Ломбардия. Разположено е на 678 m надморска височина. Населението на общината е 966 души (към 2011 г.).